# 태풍 미리내 (2009년)
태풍 미리내(MIRINAE)는 2009년에 북서태평양에서 발생한 제21호 태풍이다. "미리내"는 대한민국에서 제출한 이름이다.

## 태풍의 진행
태풍 미리내는 10월 27일 오후 3시에 미국 괌 북서쪽 약 200km 부근 해상에서 중심기압 998hPa, 최대풍속 18m/s, 강풍 반경 약 150km, 크기 소형의 열대폭풍으로 발생하였다. 10월 28일 오전 3시에 중심기압 985hPa, 최대풍속 27m/s, 강풍 반경 약 200km, 크기 소형의 강한 열대폭풍으로 발달하였고, 약 6시간 후인 오전 9시에 중심기압 965hPa, 최대풍속 38m/s, 강풍 반경 약 280km, 크기 소형의 태풍으로 급격히 발달하였다. 이후 필리핀을 향하여 서진하였고, 육상에 가까워지면서 점차 약화되기 시작하였다. 10월 30일과 10월 31일 사이에 필리핀 중부 지방을 동에서 서로 관통하여 남중국해로 진출하였다. 그리고 서남서진을 계속하여 11월 2일 베트남 남부 지방에 상륙하였고, 끝내 11월 3일 오전 3시에 베트남 호치민 북쪽 약 270km 육상에서 열대저압부로 약화되어 소멸하였다.

## 피해
태풍 미리내가 관통한 필리핀에서는 14명이 사망한 것으로 잠정 집계되었다. 또한, 태풍이 상륙했던 베트남에서는 87명이 사망하고, 1만 4천채의 가옥과 5천ha의 농경지가 침수되는 등의 피해가 발생하였다.

## 같이 보기
- 태풍 미리내
- 태풍 담레이 (2017년)